# Marksman (Schiff, 1915)
HMS Marksman war einer der beiden ersten Flottillenführer, die von der Royal Navy Ende 1913 bestellt wurden. Das bei Hawthorn, Leslie & Co. in Hebburn bestellte Schiff sollte Flottillenführer der gleichzeitig bestellten Zerstörer der M-Klasse werden. Der Neubau mit der BauNr. 473, der am 12. Mai 1915 vom Stapel lief, erhielt daher den mit M beginnenden Namen Marksman, so wie das bei White als Flottillenführer für die L-Klasse entstehende Schwesterschiff den Namen Lightfoot erhielt.

Der Neubau war das erste Schiff für die Royal Navy mit dem Namen Marksman, den ursprünglich ein Zerstörer der M-Klasse erhalten sollte, der mit zwei anderen geplanten Schiffen vor Auftragsvergabe gestrichen wurde, um Mittel für den Bau der beiden Flottillenführer freizustellen. Die Marksman war einer von sieben Flottillenführern der nach ihr oder der gleichzeitig bestellten Lightfoot benannten Klasse.
1921 wurde die Marksman zum Abbruch verkauft, der schließlich in Deutschland erfolgte.

## Baugeschichte
Als Flottillenführer der Zerstörer der britischen Flotte wurden die seit 1903 gebauten Aufklärungskreuzer („scout cruiser“) sowie das Einzelschiff Swift getestet. Alle entsprachen nicht den Erwartungen. Die britische Admiralität wollte daher 1912 „flotilla leader“, die in ihren Leistungen weitgehend der jeweiligen Zerstörerklasse entsprachen und Platz für eine weitreichende Funkanlage sowie den Führungsstab einer Flottille boten und lehnte eine Weiterentwicklung oder einen Umbau vorhandener Typen ab.
Die neuen Schiffe sollten nicht größer als 1800 tn.l. werden, eine Geschwindigkeit von 33 bis 34 kn erreichen, mit vier 102-mm-Kanonen und vier leichten Waffen gegen Luftschiffe sowie zwei Zwillingstorpedorohren bewaffnet werden. Zum Einbau sollte Poulsen Langstrecken-Funk- und Empfangsgeräte mit einer Reichweite von 150 sm kommen. Unterkünfte und Arbeitsräume für einen Teil der Flottillenführung sollten vorhanden sein, von denen elf Mann zusätzlich auf der Brücke Platz haben mussten. Die Maschinenanlage sollte in weiten Teilen denen der M-Klasse gleichen.
Die Neubauten wurden mit 99 Meter Länge und 9,7 m Breite doch etliches größer als die um 83 Meter langen und etwas über acht Meter breiten M-Zerstörer, verdrängten aber maximal nur 1700 tn. l. Die beiden zuerst in Auftrag gegebenen Flottillenführer sollten der ersten und dritten Zerstörerflottille mit den Zerstören der L- bzw. M-Klasse zugeteilt werden. Bei gleicher Auslegung mit Turbinensätzen auf drei Wellen und vier Kesseln übertrafen die Flottillenführer mit Maschinenleistungen um 36.000 PS die der Zerstörer (um 25.000 PS) ebenfalls erheblich. Für die Außenwellen standen Marschturbinen zur Verfügung. Die Flottillenführer hatten vier Schornsteine½, während die neuen M-Zerstörer in der Regel nur drei Schornsteine hatten, nur die beiden Sonderfertigungen von Hawthorn, Leslie hatten auch vier, die zehn Sonderfertigungen von Yarrow nur zwei Schornsteine. 

Die Hauptbewaffnung der Schiffe Marksman-/Lightfoot-Klasse bestand aus vier einzelnen 4-Zoll-(102-mm)-Mark-IV-Schnellfeuergeschützen. Zur Abwehr von Luftangriffen standen zwei 2-pounder-„pom-pom“-Geschütze. Dazu waren zwei 21-Zoll-Zwillings-Torpedorohre hintereinander auf der Mittschiffslinie installiert.
Die Kiellegung der Marksman erfolgte am 20. Juli 1914 noch vor Ausbruch des Krieges. Bei Hawthorn Leslie waren zu dieser Zeit zwei Spezialausführungen der M-Klasse (Mentor, Mansfield) und der Kreuzer Champion für die Royal Navy im Bau. Vom Stapel lief die Marksman erst am 12. Mai 1915 als zweites Schiff der Klasse nach der erst im Oktober 1914 bei Denny begonnenen Nimrod. Abgeliefert wurde das Schiff erst als viertes Schiff der Klasse am 18. November 1915.

## Einsatzgeschichte
Im November 1915 kam die Marksman als Flottillenführer zur neugebildeten „Twelfth Destroyer Flotilla“. Diese fünfte Zerstörerflottille der Grand Fleet verfügte anfangs mit Maenad, Mindful und Nessus nur über drei Zerstörer, die sich das Depotschiff Blake mit der 2nd DF und 11th DF teilte.
Bis zum Mai 1916 kamen mit Marvel, Mischief, Mameluke, Mary Rose, Munster, Napier, Noble, Obedient, Onslaught, Narwhal, Nonsuch, Opal und Menace dreizehn weitere Zerstörer der M-Klasse zur Flottille. Ab Januar 1916 wurde die Flottille vom Kreuzer Royalist der Arethusa-Klasse geführt, der im Mai durch den Flottillenführer Faulknor der gleichnamigen Klasse ersetzt wurde. Als Depotschiff diente schon ab Dezember 1915 die Diligence (ex Tabaristan) der Flottille.
In der Skagerrak-Schlacht sicherte die „12th Destroyer Flotilla“ in Zusammenarbeit mit der „4th Destroyer Flotilla“ die Grand Fleet. Die Flottille war mit beiden Führerbooten und vierzehn Zerstörern im Einsatz, nur Mameluke und Napier waren wegen einer Werftliegezeit in Glasgow nicht einsatzbereit.
Am 30. Mai war die Flottille unter Captain Stirling auf der Faulknor am Abend wegen eines Schadens auf der Marlborough zurückgefallen. Gegen 1:43 am Morgen des 1. Juni sichtete Obedient Schiffe auf Ostsüdost-Kurs in der langsam einsetzenden Dämmerung. Die nicht identifizierten Schiffe gaben falsche Erkennungssignale und der letzte Angriff auf die deutsche Hochseeflotte begann bei fast idealen Bedingungen. Die Faulknor ging dazu fast auf Gegenkurs und lief so auf die hintere Gruppe der Flottille zu, die von der Marksman geführt wurde. Marksman wich bei noch sehr schlechter Sicht aus und verlor den Anschluss zur Flottille, den die ihr folgenden vier Zerstörer Opal, Menace, Munster und Mary Rose jedoch hielten. So erfuhr die Marksman nur über Funk vom Angriff vom Angriff der Flottille, deren erste sechs Zerstörer 17 Torpedos auf die deutschen Geschwader feuerten, ehe deren Artilleriefeuer die übrigen Zerstörer vertrieb. Stirling versuchte über das Gefecht zu berichten und setzte drei Meldungen ab, aber keine erreichte den britischen Oberbefehlshaber Jellicoe. Hätten ihn die Meldungen erreicht, hätte Jellicoe wenden und die Hochseeflotte noch vor ab 4:30 Uhr und ihrem Einlaufen in den Schutz der deutschen Minenfelder erreichen können. Der Angriff der „12th Destroyer Flotilla“ erzielte auf der Pommern mindestens einen Treffer, der in einem der 17- cm-Magazine des Linienschiffes explodierte und eine gewaltige Explosion verursachte. Die Pommern sank mit der gesamten Besatzung von 839 Offiziere und Mannschaften. Ob die Faulknor oder die Onslaught das Linienschiff mit einem Torpedo trafen, ist unklar. Beschädigt wurden die britischen Zerstörer Nessus (7 Tote) und Onslaught (5 Tote, darunter der Kommandant).
Marksman fand nach einer halben Stunde Anschluss an einige Zerstörer der 13th Flotilla, geführt vom Kreuzer Champion mit dem Befehlshaber aller Zerstörer der Grand Fleet. Mit diesen kam sie in ein Gefecht mit den deutschen Torpedobooten, die die Besatzung des manövrierunfähigen Schlachtkreuzers Lützow abgeborgen und diesen dann selbst versenkt hatte. Champion konnte dabei einige Treffer auf G 40 erzielen. Später fischte die Marksman noch einen einzelnen Schiffbrüchigen aus dem Wasser, den Kommandanten des gesunkenen Zerstörers Ardent der „4th Flotilla“.

Gegen 6:00 Uhr traf sie dann auf den nach einer Kollision mit dem Flottillenführer Broke schwerbeschädigten Zerstörer Sparrowhawk der „4th Flotilla“. Alle Versuche der Marksman, die Sparrowhawk abzuschleppen, scheiterten. So übernahm die Marksman schließlich die Restbesatzung des Zerstörers, darunter auch Überlebende der versenkten Tipperary, um dann die Sparrowhawk mit ihrer Artillerie zu versenken.
Mitte Juli 1916 hatte die britische Führung Hinweise, das die Kaiserliche Marine einen Hilfskreuzer zum Handelskrieg in den Atlantik entsenden wolle. Um dies zu unterbinden, setzte die Royal Navy vierzehn Kreuzer, dreizehn Hilfskreuzer und achtzehn Zerstörer ein. Im Rahmen dieser Suche bewachten Marksman und ihr Schwesterschiff Gabriel den Seerau zwischen Fair Isle und den Orkneys vom 11. bis zum 13. Juli, ohne deutsche Aktivitäten zu entdecken. Nach der Skagerrakschlacht kam es zu Umgliederungen und zum Austausch von Schiffen zwischen den Flottillen. Die Marksman verblieb aber bei der 13. Flottille bis zum August 1917, als sie durch den neuen Flottillenführer Valhalla der V-Klasse ersetzt wurde. Führungsschiff der 13th DF war seit Januar 1917 die Saumarez der Parker-Klasse. Zu den siebzehn Zerstörern der Flottille gehörte seit Dezember 1916 auch ein erster Zerstörer der R-Klasse mit der Strongbow.
Die Marksman wurde der „6th Destroyer Flotilla“ bei der Dover Patrol zugeteilt, die zu dieser Zeit über zwei Führungskreuzer (Active und Attentive), vier weitere Flottillenführer mit Swift, Broke, Faulknor und Botha sowie 34 Zerstörer, das Torpedoboot TB 15 und sechs Patrouillenboote verfügte. Die Zerstörer gehörten verschiedenen Klassen an. Neben sieben Zerstörern der Tribal-Klasse (Afridi, Amazon, Saracen, Crusader, Mohawk, Viking und Zubian) verfügte die Flottille über 17 Zerstörer der modernen M-Klasse sowie noch acht alte Boote der C- und zwei der B-Klasse.

Der Großverband sicherte die Dover-Sperre (engl. Dover Barrage) zwischen Folkestone und Cap Griz Nez, die ein Eindringen feindlicher Kräfte in den Kanal verhindern sollte. Die Sperre bestand aus Minensperren und Stahlnetzen und wurde von vielen kleinen Booten bewacht. Obwohl es ihren U-Booten immer wieder gelang, die Sperre zu überwinden, griff die Kaiserliche Marine die Sperre auch mit ihren in Flandern stationierten Großen Torpedobooten im Oktober 1916 und im April 1917 an.
Die großen Zerstörer und die Flottillenführer, wie die Marksman, patrouillierten meist auf zwei Routen, um die Sperre zu schützen. In der Nacht auf den 15. Februar 1918 befanden sich Marksman und Swift auf der „West Barrage Patrol“ und weitere vier Zerstörer auf der „East Barrage Patrol“, als sieben deutsche Hochseetorpedoboote die Dover Barrage angriffen. Wegen unzureichender Unterrichtung konnte keines dieses sechs Schiffe die deutschen Angreifer stellen, die acht Wachboote an der Sperre versenkten und weitere sieben schwer beschädigten. Sich widersprechende und ungenaue Meldungen verhinderten auf britischer Seite ein wirksames Eingreifen der Zerstörer.
Im April wurde die Marksman mit ihren Schwesterschiffen Lightfoot und Kempenfelt zur 11th Destroyer Flotilla versetzt, wo sie als normale Zerstörer eingesetzt wurden. Diese Flottille diente zum Schutz der Grand Fleet, wurde von den Flottillenführern Seymour und Valorous geführt und verfügte über 16 weitere Zerstörer der M- (1), R- (6) sowie der V- und W-Klasse (9).
Im Juli 1918 wurde die Marksman zur Northern Patrol versetzt und leitete am 12. Juli 1918 die Suche nach dem deutschen U 151 zwischen den Shetlands und Färöern. Der von einer Feindfahrt bis zur US-amerikanischen Küste heimkehrende U-Boot-Kreuzer und konnte von den Briten mit Hydrophonen nahe der Insel Suðuroy geortet werden und der Zerstörer Beagle fuhr zwei Angriffe mit Wasserbomben. U 151 entkam unbeschädigt und lief unter seinem Kommandanten Korvettenkapitän Heinrich von Nostitz und Jänckendorff am 20. Juli in Kiel ein. Marksman blieb bei der Northern Patrol Force mit Basis in Dundee bis zum Kriegsende.

### Endschicksal
Die Marksman wurde am 25. November 1919 in Devonport außer Dienst gestellt und am 8. November 1921 zum Abbruch verkauft, der dann in Deutschland erfolgte.

## Die Flottillenführer derLightfoot- oderMarksman-Klasse
| Name                                                    | Bauwerft        | Kiellegung | Stapellauf | in Dienst  | Einsatz                                                                       | Endschicksal              |
| ------------------------------------------------------- | --------------- | ---------- | ---------- | ---------- | ----------------------------------------------------------------------------- | ------------------------- |
| Lightfoot H.76 1.18:H.58, 4.18:G.22, 9.18:F.78          | J.S. White      | 9.06.1914  | 28.05.1915 | 5.09.1915  | 2nd Leader 9th DF, 1917 10th DF, 1918 11th DF, Southern Patrol Force, Granton | Mai 1921 zum Abbruch      |
| Marksman H.96, 17:G.35, 1.18:F.85, 4.18:G.23, 9.18:F.66 | Hawthorn Leslie | 20.07.1914 | 28.04.1915 | 24.10.1915 | Leader 13th DF, (s. o.), zuletzt Northern Patrol Force, Dundee                | November 1921 zum Abbruch |
| Nimrod H.5A, 1.18:H.90                                  | Denny           | 9.10.1914  | 12.04.1915 | 5.07.1915  | 2nd Leader 10th DF, 1918 11th DF, Leader 3rd DF                               | November 1926 zum Abbruch |
| Kempenfelt H.A1, 17:G.10, 1.18:F.87, 4.18:G.12          | Cammell Laird   | 2.10.1914  | 1.05.1915  | 7.08.1915  | Leader 11th DF, 1917 6th DF, 1918 11th DF                                     | Mai 1921 zum Abbruch      |
| Abdiel G.07, 1.17:F.43, 1.18:F.49                       | Cammell Laird   | 6.05.1915  | 11.10.1915 | 26.03.1916 | Minenleger, März 1918 Leader 20th DF, Immingham                               | Juli 1936 zum Abbruch     |
| Gabriel G.21, 1.17:F.00, 9.18:F.91                      | Cammell Laird   | 12.01.1915 | 23.12.1915 | 22.05.1916 | 2nd Leader 13th DF, 1918 Minenleger/Division-Leader 20th DF                   | Mai 1921 zum Abbruch      |
| Ithuriel G.32, 1.17:G.50, 1.18:F.83                     | Cammell Laird   | 14.01.1915 | 8.03.1916  | 6.07.1916  | 2nd Leader 14th DF, Oktober 1917 XIIIth Submarine Flotilla, Rosyth            | November 1921 zum Abbruch |

Auch die meisten Schwesterschiffe der Marksman hatten nur kurze Einsatzzeiten. Außer der Abdiel kamen sie als Flottillenführer bei den Zerstörerflottillen der Grand Fleet zum Einsatz. Marksman, Kempenfelt und Abdiel waren Teilnehmer der Skagerrakschlacht. Letztere allerdings als schneller Minenleger. Um Platz für die Minen zu haben, hatte sie ihre Torpedobewaffnung und das hintere Geschütz abgegeben. Sie marschierte in der Vorhut der Grand Fleet bei der 4th Light Cruiser Squadron und verlegte gemäß den vorbereiten Plänen nach Erkennen der Situation auf Befehl des Oberbefehlshabers einen Sperre von 80 Minen nahe dem dänischen Horns-Riff-Feuerschiff in die vermutete deutsche Rückmarschroute. Sie stieß dazu mit hoher Geschwindigkeit unbegleitet etwa 100 sm nach Südsüdost vor und verlegte ihre Minen auf etwa 8 sm Breite, um dann allein nach South Queensferry zurück zu laufen. Das deutsche Schlachtschiff Ostfriesland lief auf dem Rückmarsch auf eine von der Abdiel gelegte Mine, allerdings nicht auf dieser neuen Sperre, sondern auf eine am 5. Mai weiter südwestlich gelegte Mine; das Schlachtschiff konnte allerdings seinen Marsch fortsetzen. Abdiel wurde 1918 Leader der neu gebildeten 20th Destroyer Flotilla mit anfangs sieben zu Minenlegern umgerüsteten Zerstörern verschiedener Klassen (Ariel, Ferret, Sandfly, Legion, Tarpon, Telemachus und Venturous).

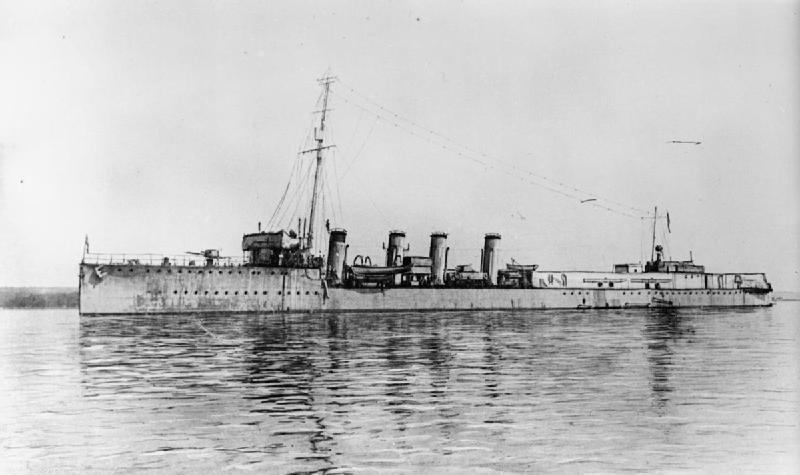
Der Minenleger Abdiel mit seiner Segeltuchverkleidung auf dem Achterschiff und aufgemalten Torpedorohren

Nach Kriegsende und der Reduzierung der Zerstörer-Flottillen wurden die Schiffe der Marksman-Klasse meist außer Dienst gestellt, da modernere Flottillenführer zur Verfügung standen. Ithuriel  verblieb noch 1919 bei der 1. U-Boot-Flottille in Rosyth als Unterstützungs-Zerstörer im Dienst und in der 20. (Minenleger-)Zerstörer-Flottille blieben Abdiel als Leader und Gabriel in Dienst. Im Zuge der britischen Bemühungen die Unabhängigkeitsbestrebungen der estnischen und lettischen Bevölkerung gegen die Streitkräfte Sowjetrusslands zu unterstützen, befand sich schon Ende 1918 ein Geschwader der Royal Navy in der Ostsee. Um die Rote Flotte am Eingreifen zu hindern, wurde im Sommer 1919 Abdiel mit Teilen der 20th DF zum inzwischen von Konteradmiral Cowan geführten Verband abgeordnet. Die Zerstörer brachten im Schlepp auch Motortorpedoboote in die Ostsee und verlegten Minensperren im Finnischen Meerbusen. Die Abdiel wurde mit den Teilen der 20th DF Ende Oktober 1919 nach vier Monaten Einsatz in der Ostsee in die Heimat entlassen und im August 1920 der Reserve in der Nore zugewiesen. 

1921 wurden fünf Schiffe der Klasse zum Abbruch verkauft. 1926 erfolgte dann auch die Aussonderung der noch in der Reserve in Portsmouth vorhandenen Nimrod. Die allein noch verbliebene Abdiel wurde 1926/27 nochmals überholt und ihre Kesselrohre ausgetauscht. Nach der Überholung erreichte sie bei Testfahrten noch die Geschwindigkeit von 31 kn, wurde aber wieder der Reserve in der Nore zugeteilt. Dort verblieb das letzte Schiff der Marksman-Klasse bis zum Juli 1936, um dann auch zum Abbruch verkauft zu werden.